# Toby Fox
Robert F. Fox (Mánchester, Nuevo Hampshire; 11 de octubre de 1991) conocido profesionalmente como Toby Fox, es un compositor y desarrollador de videojuegos estadounidense, conocido por desarrollar Undertale. Actualmente está desarrollando un juego relacionado, Deltarune, cuyo primer capítulo fue lanzado el 31 de octubre de 2018, el segundo capítulo lanzado el 17 de septiembre de 2021 y el tercer junto al cuarto capítulo lanzados el 5 de junio de 2025.

## Biografía
Robert "Toby" Fox nació en Mánchester, Nuevo Hampshire, el 11 de octubre de 1991. Es el tercer hijo de Robert Fox y Barbara Fox, asesor financiero y profesora, respectivamente. Toby Fox destacó por participar en varias actividades como Cross Country, trompetista en la banda de su preparatoria y actor en un grupo de teatro. Estuvo en el grupo juvenil de la Iglesia Episcopal Grace.

## Carrera
Toby Fox estudió Ciencias Ambientales en la Universidad Northeastern en Boston, Massachusetts, y comenzó componiendo una variedad de música para el webcomic de 2009 Homestuck de Andrew Hussie durante su último año de secundaria. Aunque inicialmente no respondió cuando Hussie comenzó un "Equipo de Contribución Musical" en abril de 2009 y publicó un post de noticias pidiendo a los músicos que participaran, Hussie tomó nota de su trabajo cuando Toby Fox comenzó a subir versiones en piano de la música del webcomic en los foros de MS Paint Adventures. Toby Fox ha compuesto música para el videojuego basado en Homestuck de 2017 Hiveswap, para el videojuego narrativo del artista de Undertale, Temmie Chang, llamado Escaped Chasm, y para el videojuego de rol de Game Freak de 2019 Little Town Hero, el último de los cuales incluyó arreglos del compositor de Pokémon, Hitomi Sato. También compuso una pieza para la banda sonora de Pokémon Espada y Escudo y la canción «74» para el álbum PRAY de Itoki Hana, en el que apareció como cantante invitado.

### Undertale
El trabajo más popular de Toby Fox es el videojuego de rol de 2015 Undertale. El videojuego vendió más de un millón de copias, convirtiéndose en un "éxito sin precedentes" y un "fenómeno de la cultura pop". Toby Fox trabajó en todo el videojuego de forma independiente, además de los recursos artísticos -con los que pidió ayuda a Temmie (Tuyoki) Chang- para evitar depender de otros. Tuvo alguna experiencia en el desarrollo de videojuegos antes de Undertale, usando RPG Maker 2000 con sus tres hermanos para hacer videojuegos de rol y ROM hacks de EarthBound en la escuela secundaria, el más notable de los cuales era Earthbound: The Halloween Hack. Pensó en los diseños e ideas de los personajes para Undertale mientras estaba en la universidad, donde los dibujó en su cuaderno.
Pocos meses después de su lanzamiento inicial, Undertale fue nominado a juego revelación en Fun & Serious de 2015 en Bilbao, durante el cual Toby Fox terminó ganando dicha nominación, además de realizar una breve entrevista para el programa Fallo de Sistema de Radio 3.
Después de su lanzamiento, Undertale obtuvo una amplia base de fanes y un gran grado de controversia sobre los elogios recibidos por el videojuego. Toby Fox comentó que no le importaba que la gente dijera que no les gustaba el videojuego, diciendo que "no era para todos". A pesar de los premios de Undertale y de su amplia aceptación, Toby Fox escribió que su opinión personal era que el videojuego seguía siendo de "nicho" y merecía una puntuación de reseña de "8/10".
En 2016, Toby Fox lanzó una serie de temas musicales sin usar de Undertale. También fue colaborador de la revista A Profound Waste of Time. Toby Fox fue elegido para formar parte de la lista de los juegos de Forbes 30 Under 30 de 2018 por su papel en la creación de Undertale.
El éxito de Undertale, especialmente en Japón, le dio a Toby Fox la oportunidad de visitar al creador de Super Smash Bros., Masahiro Sakurai, en su casa, donde discutieron sobre la serie de videojuegos y jugaron Super Smash Bros. Ultimate entre ellos. Sans, un personaje de Undertale, fue incluido más tarde en Super Smash Bros. Ultimate como un disfraz de Mii disponible a través de contenido descargable, junto con su canción «MEGALOVANIA», para la cual Toby Fox proporcionó un nuevo arreglo.

### Deltarune
El 30 de octubre de 2018, Toby Fox tuiteó una solicitud para que los fanes de Undertale revisaran la cuenta oficial de Twitter del videojuego después de 24 horas. Al día siguiente, Toby Fox publicó el primer capítulo de Deltarune de forma gratuita bajo la apariencia de una "encuesta". El 1 de noviembre, Toby Fox compartió más detalles sobre el videojuego, incluyendo que se esperaba que el resto de los capítulos salieran a la luz simultáneamente, pero el trabajo aún no había comenzado y no había un plazo estimado para su finalización. Toby Fox también declaró que había estado trabajando en el proyecto desde 2012 y que la idea de Undertale se desarrolló a partir de Deltarune durante la producción.

## Obras
| Año       | Videojuego                                                                                             | Rol                                                    |
| --------- | --- | ------------------------------------------------------ |
| 2006–2008 | Varios Hackroms de Earthbound (Arn's Winter Quest: Gway Edition y Halloween Hack: Bad Fur Day Edition) | Escritor, compositor, director, diseñador, programador |
| 2009–2016 | Homestuck                                                                                              | Compositor                                             |
| 2010      | The Baby is You                                                                                        | Escritor, compositor, vocalista                        |
| 2012      | I Miss You – EarthBound 2012                                                                           | Compositor                                             |
| 2013      | Pause Ahead                                                                                            | Diálogo adicional                                      |
| 2015      | Undertale                                                                                              | Escritor, compositor, director, diseñador, programador |
| 2015      | Potion Shop                                                                                            | Compositor                                             |
| 2016      | Rose of Winter                                                                                         | Compositor                                             |
| 2017      | Hiveswap: Act 1                                                                                        | Compositor                                             |
| 2018      | Deltarune: capítulo 1                                                                                  | Escritor, compositor, director, diseñador, programador |
| 2018      | Hiveswap Friendsim                                                                                     | Compositor invitado                                    |
| 2018      | PRAY                                                                                                   | Compositor invitado y vocalista                        |
| 2018      | Black Bird                                                                                             | Tester del videojuego                                  |
| 2018      | Wandersong                                                                                             | Acreditado con música seleccionada para Undertale      |
| 2019      | Escaped Chasm                                                                                          | Compositor                                             |
| 2019      | A Postmodern RPG                                                                                       | Compositor invitado                                    |
| 2019      | Super Smash Bros. Ultimate                                                                             | Compositor invitado (DLC)                              |
| 2019      | Little Town Hero                                                                                       | Compositor                                             |
| 2019      | Pokémon espada y escudo                                                                                | Compositor invitado                                    |
| 2019      | Pesterquest                                                                                            | Compositor invitado                                    |
| 2020      | Dweller's Empty Path                                                                                   | Compositor                                             |
| 2020      | Hiveswap: Act 2                                                                                        | Compositor                                             |
| 2020      | OMORI                                                                                                  | Compositor invitado (jukebox music)                    |
| 2020      | Hobonichi Mother Project                                                                               | Contribuidor                                           |
| 2020      | Chip Tanaka/Hammerhead Shark Song                                                                      | Director/Animador (video musical)                      |
| 2021      | Deltarune: capítulo 2                                                                                  | Escritor, compositor, director, diseñador, programador |
| 2021      | Get in the Car, Loser!                                                                                 | Acreditado por proporcionar Guest Items e historias    |
| 2022      | beatmania IIDX 30 RESIDENT                                                                             | Compositor invitado                                    |
| 2022      | Skies Forever Blue                                                                                     | Compositor, escritor                                   |
| 2022      | Pokémon escarlata y Pokémon púrpura                                                                    | Compositor invitado                                    |
| 2023      | The Greatest Living Show                                                                               | Compositor, escritor                                   |
| 2023      | We Baby Bears                                                                                          | Actor de voz (2 episodios)                             |
| 2025      | Deltarune: Capitulos 3 & 4                                                                             | Escritor, compositor, director, diseñador, programador |